# Andrea García-Huidobro
Andrea García-Huidobro Celedón (Santiago; 13 de septiembre de 1984) es una actriz y directora de teatro chilena. 

## Biografía

### Primeros años
Nació el 13 de septiembre de 1984 en Santiago de Chile y es hija de los actores Claudia Celedón y Cristián García-Huidobro.

### Carrera
Andrea García-Huidobro egresó en el 2006 de la escuela de Fernando González, y ha incursionado en cine teatro y televisión.
Participó en la película Machuca, de Andrés Wood, protagonizó 199 recetas para ser feliz del director Andrés Waissbluth, además de la premiada La nana de Sebastián Silva.
En teatro actuó en Matanza en Zapallar y Donde está la Kate Moss de Diego Muñiz, e interpretó Natacha de Armando Mook, dirigida por Tomás Espinosa. Actualmente dirige la obra La estructura del fracaso de Cristóbal Pizarro, a estrenarse en agosto en el Teatro del Puente.
En televisión participó de la exitosa serie Gen Mishima.

## Filmografía

### Cine
- Machuca (2004)
- 199 recetas para ser feliz (2008)
- La nana (2009) - Camila
- Ambas Tres (2010) - Clara
- Joven y alocada (2012) - Julia Ramírez

### Televisión
- Champaña (1994)
- JPT: Justicia Para Todos - Ep: Violencia intrafamiliar (2006)
- Paz (2008) - Sandra
- Gen Mishima (2008)
- Cartas de mujer (2010)
- Infieles (2012) - Paz
- Las 2 Carolinas - (2014) - Renata

### Teatro
- Matanza en Zapallar
- Donde está la Kate Moss
- Natacha
- La más fuerte
- La celebración
- Distinto
- Fortimbrás
- Cho
- Educando a Rita

## Directora

### Teatro
Patio (2009)
- Andrea Munizaga
- Sofía García
- Francisca Villagra
- Paulina Eguilúz
- Fernanda Urrejola

Hoy (2010)
- Ignacia Baeza
- Andrea Munizaga
- Paulina Eguiluz
- Bernardita Ureta

Temporada Baja (2011-12)
- Andrea Munizaga
- Ariel Levy
- Juan Pablo Rahal
- Sofía García
- Mabel Urrutia
- Paulina Eguiluz
- Mariela Mignot
- Ettiene Jean Marc

Locos de amor (2013)
- Francisco Pérez-Bannen
- Manuela Oyarzún
- Alejandro Sieveking
- Iván Parra

12 horas de amor con Cata Valdivieso
- Claudia Celedón
- Ricardo Zavala
- Jacinta Langlois
- Camila López